# Franskbrød
Franskbrød er en dansk betegnelse for hvidt hvedebrød. Navnet stammer ifølge Den Danske Ordbog fra tysk Franzbrot og skyldes at spisning af hvedebrød kom til det danske sprogområde fra blandt andet Frankrig.
Da man i 1800-tallet begyndte at dyrke hvede, blev det muligt at bage hvedebrød. Hvedebrød blev dog mest serveret til gilder og finere sammenkomster.
Tidligere kaldte man faktisk franskbrød for "kage", som oprindelig betød hvedebrød eller brød af sigtet mel.
Ens dialekt kan dog have betydning for, hvilken betydning man lægger i ordet "kage". På jysk betød det "brød", dog i forskellige variationer, men på Fyn blev "kage" også navnet på de hvide melboller, der findes i suppe. På sjællandsk dialekt sagde man: [vi:ðkau] (hvedekage), især om det hjemmebagte.